# Aleksei Mamykin
Aleksei Ivanovitch Mamykin, né le 29 février 1936 à Veryaevo et mort le 20 septembre 2011, est un footballeur international soviétique, évoluant au poste d'attaquant durant les années 1950 et 1960, devenu par la suite entraîneur.

## Biographie

### Carrière de joueur

#### Carrière en club
Aleksei Mamykin fait ses débuts professionnels en 1955 avec le Dynamo Moscou avec qui il dispute quatre saisons en championnat soviétique. C'est avec le Dynamo qu'il remporte les deux seuls titres de sa carrière : les championnats 1955 et 1957. En 1958, l'attaquant est transféré au CSKA Moscou où il reste à nouveau durant quatre ans. Il achève sa carrière par deux contrats d'une saison, en 1964 à Rostov sur le Don et l'année suivante à Odessa, tout juste promu en Classe A.

#### Carrière en équipe nationale
Il est sélectionné à 9 reprises en équipe d'Union soviétique entre 1961 et 1962, pour 9 buts inscrits. Il joue son premier match en équipe nationale le 10 septembre 1961 contre l'Autriche. Le mois d'avril 1962 voit l'attaquant faire preuve d'une redoutable efficacité avec six buts en trois rencontres : doublé au Luxembourg, un but en Suède et enfin un triplé contre l'Uruguay à Moscou.
Il fait partie des 22 internationaux appelés à prendre part à la Coupe du monde de 1962. Lors du premier tour, il inscrit un but lors de la victoire 2-1 face à l'Uruguay. Il joue également une rencontre de qualification pour la Coupe du monde 1962. La défaite face au Chili lors des quarts de finale, le 10 juin 1962, constitue sa dernière sélection en équipe nationale.

### Carrière d'entraîneur
Mamykin prend en charge le SKA Odessa dès la fin de sa carrière. Il repart ensuite au sein du CSKA Moscou où il va effectuer plusieurs mandats d'entraîneur, que ce soit comme entraîneur principal, adjoint ou responsable des équipes de jeunes.

## Palmarès
Dynamo Moscou
- Championnat d'URSS (2) :
  - Champion : 1955 et 1957.